# Gerrit Groenendaal
Gerrit Groenendaal (Assen, 18 augustus 1907 – 25 maart 1996) was een Nederlands politicus van de PvdA.
Hij werd geboren als zoon van Gerrit Groenendaal (1879-1945, hotelhouder) en Aaltje Singer (1880-1952). Gerrit Groenendaal jr. ging naar de hbs en was later werkzaam als spaarbankbeambte. Door het Militair Gezag werd hij in april 1945 benoemd tot tijdelijk/waarnemend burgemeester van de net bevrijde gemeente Oldekerk. In 1946 volgde zijn benoeming tot burgemeester van Muntendam wat hij zou blijven tot 1958 toen hij na een conflict met wethouders en de gemeenteraad opstapte. Hij verhuisde vervolgens naar Hoogezand en hield zich bezig met marktonderzoek voor de export van Nederlandse textielproducten. In 1961 werd Groenendaal opnieuw burgemeester en wel van de gemeenten Kuinre en Blankenham. Na zijn pensionering in september 1972 bleef hij daar nog enige tijd aan als waarnemend burgemeester. In 1973 gingen die gemeenten op in de fusiegemeente IJsselham waarmee zijn functie kwam te vervallen. Daarna vestigde hij zich in Havelte, pakte hij zijn hobby schilderen weer op en gaf daarin ook les. Groenendaal overleed in 1996 op 88-jarige leeftijd.